# Johanna Westerdijk

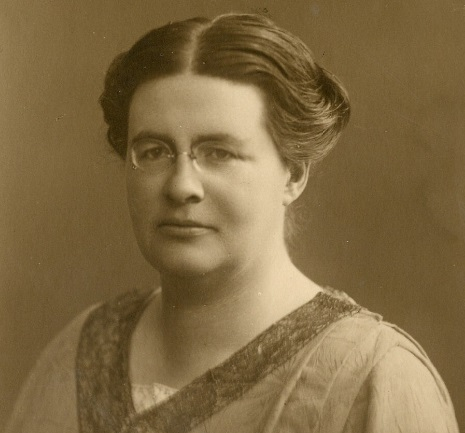
Johanna Westerdijk

Johanna Westerdijk (anhörenⓘ; * 4. Januar 1883 in Nieuwer-Amstel; † 15. November 1961 in Baarn) war eine niederländische Botanikerin und Professorin für Phytopathologie an der Universität Utrecht.  Sie war die erste Professorin der Niederlande und war 50 Jahre lang Direktorin des Centraalbureau voor Schimmelcultures. In dieser Zeit wurde die Pilzsammlung für die wissenschaftliche Forschung die weltweit größte. Ihr botanisches Kürzel lautet „Westerd.“.

## Leben
Johanna Westerdijk wurde als Tochter von Bernard Westerdijk und Aleida Catharina Scheffer geboren. Sie studierte in Amsterdam bei Hugo de Vries, wo sie 1904 ihr Studium der Botanik und Zoologie abschloss. Im Anschluss forschte sie in München bei dem Botaniker Karl Ritter von Goebel über Lebermoose und promovierte 1906 in Zürich bei Hans Schinz mit der Schrift Zur Regeneration der Laubmoose.
Im Alter von 23 Jahren wurde sie als Nachfolgerin von Jan Ritzema Bos 1906 Direktorin des Phytopathologischen Labors Willie Commelin Scholten und hatte diese Position bis 1952 inne. Ab 1913 unternahm Westerdijk Studienreisen nach Niederländisch-Indien, Japan, in die USA, nach Portugal und nach Südafrika. 1917 wurde sie zur außerordentlichen Professorin für Phytopathologie an der Universität Utrecht ernannt und wurde damit die erste Professorin in den Niederlanden. 1930 wurde sie auch außerordentliche Professorin für Phytopathologie an der Universität von Amsterdam. Sie bildete 56 Doktoranden aus, die Hälfte davon Frauen. Zu ihren Doktorandinnen gehörten Marie Beatrice Schwarz und Christine Buisman.
Westerdijk hat viel über die Ulmenkrankheit geforscht. Sie zeigte, dass der Pilz Ceratocystis ulmi den Tod der Ulme verursachte.
2017 wurde das Centraalbureau voor Schimmelcultures (CBS) ihr zu Ehren in Westerdijk Fungal Biodiversity Institute umbenannt.

## Ehrungen und Mitgliedschaften
- 1951 Mitglied der Königlich Niederländischen Akademie der Künste und Wissenschaften (KNAW)[4]
- 1953 Otto-Appel-Denkmünze
- 1957 Ehrendoktorwürde an der Universität von Uppsala
- 1958 Ehrendoktorwürde an der Universität von Gießen
- Mitglied der Linnean Society of London
- Träger des Ordens von Oranien-Nassau (Offizier)
- Träger des Ordens vom Niederländischen Löwen (Ritter)

## Schriften (Auswahl)
- Zur Regeneration der Laubmoose, 1906
- Die nieuwe wegen van het phytopathologisch onderzoek, 1917
- Relations between horticulture and plantpathology, 1923